# La Barceloneta (Alt Urgell)
La Barceloneta – miejscowość w Hiszpanii, w Katalonii, w prowincji Lleida, w comarce Alt Urgell, w gminie La Vansa i Fórnols.
Według danych INE w 2020 roku liczyła 7 mieszkańców – 5 mężczyzn i 2 kobiety. 